# 利门湾

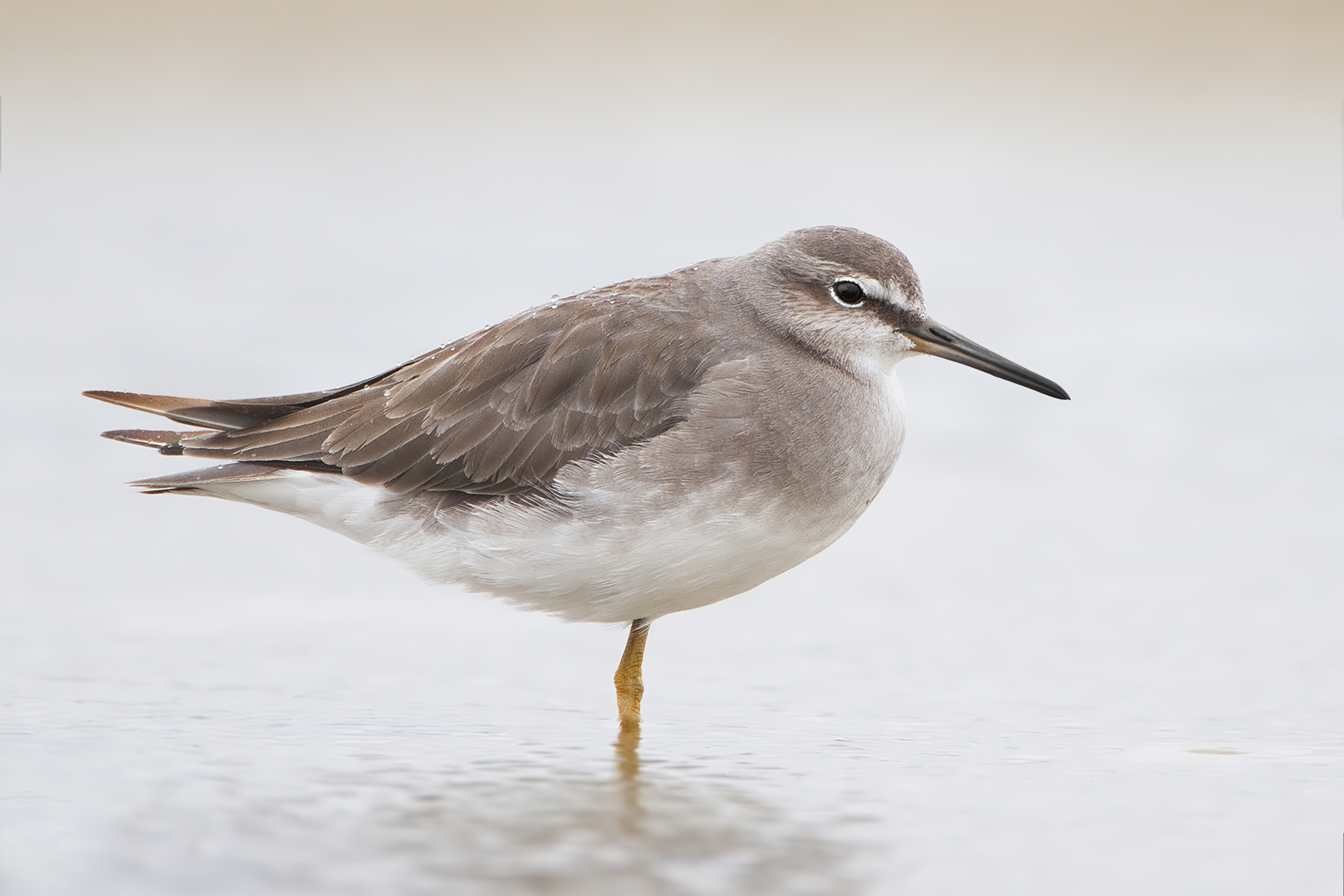
利门湾海岸的滩涂是灰尾漂鹬的重要栖息地

利门湾（Limmen Bight）是在澳大利亚北部卡奔塔利亚湾（Gulf of Carpentaria）西端的一个小海湾（bight），在北领地（Northern Territory）的凯瑟琳镇东边360公里处。北为格鲁特岛，东南为爱德华•佩柳爵士群岛，包括玛丽亚岛，展延135千米。